# Yerahmiel Barylka
Yerahmiel Barylka (en hebreo: ירחמיאל ברילקה‎; Buenos Aires, 1943) es un rabino, educador, periodista, escritor y conferencista israelí, nacido en Argentina. Reside en Israel desde 1993.

## Educación
Nacido en una familia de inmigrantes judíos, combinó sus estudios en las yeshivot Jafetz Jaim y Ateret Tzvi, y en la facultad de Derecho y Ciencias Sociales de la Universidad de Buenos Aires y la Universidad de Belgrano, Argentina, en la que se desempeñó durante un breve tiempo como profesor auxiliar de Derecho Internacional Público.
Completó sus estudios rabínicos y recibió su nombramiento de rabino en la Yeshivá Tiferet Israel, de Nueva York, EE. UU.

## Obras
• Catálogo razonado del Museo Judío de Buenos Aires (1975)
• Tengo derecho a la vida  – la inclusión de los derechos infantiles en los libros de texto (1984)
• Judaísmo Temas Escogidos (1987)
• Matrimonio Mixto (1986, 1988)
• La plegaria judía (1990)
• Exogamia, diagnóstico y prevención (2002)
• El Sermón y Orden de la Oración (Coautor: Franciso Osorio Acevedo, 2011)
• Sermón que predicó el rabino Abraham Gabay Izidro, en la Sinagoga de Ámsterdam (Coautor: Franciso Osorio Acevedo, 2015)
• La ética judía en los negocios y otros estudios (2017)
• Supersticiones y creencias populares en el judaísmo (2020)
• Kadish (2023)

## Perspectivas filosóficas
El rabino Barylka se ubica dentro de la corriente neo-ortodoxa sionista del judaísmo (aunque manifiesta incomodidad por la etiqueta). Apoya la necesidad de sintetizar lo religioso judío con la actualidad, lo moderno, y en especial introducir a la Torá y sus leyes en la vida cotidiana haciéndola relevante a las generaciones jóvenes y al intelectual judío que se interesa por todas las expresiones culturales y científicas del hombre. Apoya la participación activa de la mujer en la vida espiritual y su aporte al pensamiento judío contemporáneo, incluyendo lo referido a la normatividad judía. Propone un compromiso positivo con el Estado de Israel y el Movimiento Sionista y combate todo tipo de discriminación y racismo.

## Trayectoria
Después de liderar el movimiento juvenil Ezra, a los diecisiete años de edad se inició en la educación formal, dirigiendo la Escuela Religiosa Israelita Heijal Hatorá, en Buenos Aires, luego de lo cual fue profesor del Instituto de Superior de Estudios Judaicos (Majón Lelimudey Haiadut) y dirigió las escuelas Talpiot y José Caro en Buenos Aires.
 
Durante 11 años fue el director de la Agrupación Juvenil Ramah de la Congregación Israelita de la República Argentina en la que centenares de jóvenes tuvieron sus primeras vivencias religiosas y participaron en sus actividades educativas.

Se desempeñó como Capellán de los Institutos Penales de Buenos Aires, entre 1960 y 1976, asistiendo a los internos de religión judía en sus necesidades espirituales y personales. 

Se trasladó a México en el año 1976 convocado para dirigir la escuela Yavne y durante su larga estadía en ese país, dirigió el Seminario de Maestros Hebreos que luego se convirtió en la Universidad Hebraica, el Centro de Estudios Judaicos (CEJ), la representación en México del Instituto Weizmann de Ciencias de Rehovot, Israel, y fue Asesor de Presidencia de la Comunidad Maguen David

Barylka dio servicios de apoyo a pequeñas comunidades judías latinoamericanas por encargo de la Agencia Judía, fue disertante en el I Congreso Internacional de Tanatología en México, D. F., expuso en el I Congreso Mundial de Demografía Judía en Jerusalén, 1982, participó en la XVII Simposio Hispano-Israelí (judeocristiano) Segovia y Madrid, 1998, y en el XIX Simposium Hispano-Israelí, llevado a cabo en la Universidad Cardenal Herrera-CEU- Moncada (Valencia), España, con la ponencia "Y educarás a tus hijos” en época de des-escolarización y crisis familiar, 2000.

Se ha desempeñado, además, como Corresponsal para el Medio Oriente de Enfoque – Cadena Núcleo Radio Mil – México  (1998 - 2009), fue corresponsal para el M. Oriente – TV Mas – Radio y Televisión – Xalapa – Veracruz – México (1998 -2004).

Desde 1993 reside en Israel donde ocupó el cargo de rabino y director del departamento de actividades religiosas del Keren Kayemet Leisrael, el Fondo Nacional Judío.

Desde 2013 hasta julio de 2017 se desempeñó como rabino de la Sinagoga Rambam de La Moraleja, Madrid.  
Actualmente se desempeña como asesor de comunidades judías latinoamericanas y como director general de Otot - Servicio de consultoría educativa y comunitaria especializado en las comunidades judías de habla hispana. 

Fue director de la Revista de Estudios Judaicos sobre el Judaísmo, los Judíos, Israel y el Sionismo – México y director de la Revista Eslabón del Instituto Weizmann de Ciencias (México) (1988-1992).

Barylka fue el editor de la serie Darjei Noam sobre Parashat Hashavúa (Lectura Hebdomadaria de la Biblia) y escribió más de 300 comentarios propios sobre la Biblia.